# Aspurz
Aspurz (en euskera: Aizpurgi [ai̯s̻'puɾ.ɣ̞i]) es un concejo español del municipio de Navascués, en Navarra.

## Etimología
Según Mikel Belasko, es un topónimo de origen vasco que proviene de las voces haitz y buru y el sufijo de abundancia -tze. La Real Academia de la Lengua Vasca propuso la forma Aizpurgi, sin embargo, en la documentación antigua aparece la forma Aizpurtzi.

## Historia
La localidad aparece descrita en el tomo iii del Diccionario geográfico-estadístico-histórico de España y sus posesiones de Ultramar de Pascual Madoz de la siguiente manera:

ASPURZ: l. con ayunt. del almiradio de Navascues en la prov., aud. terr. y c. g. de Navarra, part. jud. de Aoiz (4 leg.), merind. de Sangüesa (5), dioc. de Pamplona (8), arciprestazgo de Lónguida: sit. en llano á la izq. del r. Salazar, cuyas aguas dan impulso á 1 molino harinero, sirven para el gasto doméstico de los vec. y para regar algunos trozos de tierra; le combaten libremente todos los vientos, y goza de clima sano; tiene 15 casas de mediana fáb., escuela de primeras letras dotada con 832 rs. anuales, á la que asisten 26 niños de ambos sexos; y 1 igl. parr. bajo la advocacion de San  Clemente, servida por un cura de provision ordinaria. Confina el térm. por N. con el cas. de Racax (1/2 leg.), por E. con el térm. de Navascues (3/4), por S. con el de Biguezal (1) y por O. con Zabalza (igual dist.): el terreno participa mas de monte que de llano, y es bastante fértil; comprende 9,749 robadas de tierra, de las cuales se destinan á cereales 1,200, y unas 50 á otros frutos, regándose 20, pocas mas ó menos, y todas rinden comunmente el 4 por 1 de sembradura; entre las incultas hay 1,300 de bosque de árboles, y unas 300 de matorrales y maleza; consistiendo las restantes en peñascos y tierra quebrada que no da mas que yerbas para los ganados: prod.: trigo, cebada, avena, maiz, legumbres, patatas, hortaliza, cáñamo y lino; cria ganado vacuno, mular, lanar y cabrio; y hay bastante caza mayor y menor: pobl.: 24 vec., 102 alm.: contr. con el almiradio.

En 1195 el rey D. Sancho el Fuerte redujo las pechas de Aspurz ó Aspurg de manera que cada casa pagase 12 dineros al año: que los que tuviesen heredades en Aspurz y viviesen en otra parte, pagasen la mitad de la pecha en Aspurz y la otra mitad en el l. donde morasen: que cada casa pagase por peticion 2 robos de avena del robo viejo, y las viudas la mitad; que ademas todos los vec. juntos pagasen 15 sueldos: y que los que muriesen sin hijos, pudiesen dejar la heredad y mueble al pariente mas cercano, pagando este los derechos al rey. El rey D. Felipe III confirmó este privilegio en 1330. En 1234 el rey D. Teobaldo I dió en cambio el pueblo de Aspurz, con otros, a Doña Toda Rodriguez por el cast. y v. de Córtes. En 1273 dió el rey el l. de Aspurz y otros á D. Pedro Sanchez de Monteagudo en cambio de Beriain. En 1353 el señ. de Aspurz pertenecia á D. Martin Garcia de Olloqui y Doña Maria Sanchez de Cascante, su mujer; y á virtud de mandato jud., se vendió á D. Mayestre Guillen Maubre, por 300 libras. Este Guillen hizo traspaso de la compra al rey, por el mismo precio; y en 1367 lo donó el rey á Remiro de Arellano y á la marquesa de Eusa su mujer. En 1418 el conc. de Aspurz tomó del rey, á tributo perpetuo, los térm., pastos, aguas, montes y yermos de las v. desp. de Artesano y Egurcanoz, por 25 libras al año. En 1466 la princesa Doña Leonor donó las rent. reales de Aspurz á Carlos de Artieda, para él y sus sucesores de legitimo matrimonio.
(Madoz, 1846, p. 46)

## Geografía
Aspurz limita al norte con Guíndano, al sur con Bigüézal, al este con Navascués y al oeste con Napal. El pueblo está situado en el valle del río Salazar, afluente del río Irati. Cerca se encuentra la cueva de Ososki o del Moro, con restos de la Edad del Bronce y época romana.

## Demografía

### Gráfica de evolución:[4]
| Gráfica de evolución de Aspurz entre 2000 y 2020 |
|                                                  |

## Fiestas
Las fiestas patronales se celebran el primer domingo de septiembre. Las fiestas populares son celebradas el último fin de semana de julio, de cada año, en el cual todos los vecinos del pueblo se reúnen  para conmemorar las sagradas fiestas.